# 七和村 (青森県)
七和村（ななわむら）は、かつて青森県にあった村。

## 沿革
- 1889年（明治22年）4月1日 - 町村制施行により北津軽郡羽野木沢村、俵本村、持籠沢村、原子村、高野村、前田野目村、下石川村が合併し、七和村が発足。
- 1956年（昭和31年）9月30日 - 大字下石川を南津軽郡浪岡町に編入し、その他の村域を五所川原市に編入して消滅。

## 公共施設等
五所川原市との合併時点
- 七和郵便局
- 高野郵便局
- 七和高等学校
- 七和中学校
- 羽野木沢小学校
- 高野小学校
- 前田野目小学校
- 七和村農業協同組合（現:ごしょつがる農業協同組合七和支店）
- 青森銀行高野支店

## 村長
- 阿部賢吉